# Condizione della catena ascendente
In matematica, la condizione della catena ascendente (ACC, dall'inglese Ascending Chain Condition) e la condizione della catena discendente (DCC, Descending Chain condition) sono due proprietà che possono essere possedute da un insieme parzialmente ordinato; entrambe sono una proprietà di "finitezza" per l'ordine.
Le due proprietà, specialmente la condizione della catena ascendente, sono importanti nell'algebra commutativa per la definizione di anello noetheriano.

## Definizione
Sia {\displaystyle (P,\leq )} un insieme parzialmente ordinato. Esso soddisfa la condizione della catena ascendente se, per ogni catena ascendente
{\displaystyle a_{1}\leq a_{2}\leq \cdots \leq a_{k}\leq \cdots }
esiste un intero {\displaystyle n} tale che {\displaystyle a_{n}=a_{m}} per ogni {\displaystyle m\geq n}; in questo caso si dice che la catena si stabilizza ad {\displaystyle a_{n}}.
Analogamente, {\displaystyle (P,\leq )} soddisfa la condizione della catena discendente se ogni catena discendente 
{\displaystyle a_{1}\geq a_{2}\geq \cdots \geq a_{k}\geq \cdots }
si stabilizza.
Proprietà legate a queste due condizioni sono la condizione massimale e la condizione minimale: la prima afferma che ogni sottoinsieme non vuoto di {\displaystyle P} ha un elemento massimale, mentre la seconda che ogni sottoinsieme non vuoto ha un elemento minimale. Precisamente, {\displaystyle (P,\leq )} soddisfa la condizione della catena ascendente se e solo se soddisfa la condizione massimale, mentre soddisfa la condizione della catena discendente se e solo se soddisfa la condizione minimale.
Le due condizioni sono in un certo senso "simmetriche": {\displaystyle (P,\leq )} soddisfa la condizione della catena ascendente se e solo se {\displaystyle (P,\geq )}, ovvero {\displaystyle P} dotato dell'ordine opposto a {\displaystyle \leq }, soddisfa la condizione della catena discendente; la stessa cosa vale scambiando "ascendente" e "discendente".

## Esempi
Ogni insieme finito soddisfa entrambe le condizioni; più in generale, se tutte le catene di {\displaystyle P} sono finite allora {\displaystyle P} soddisfa entrambe le condizioni.
Un insieme che soddisfa la condizione della catena discendente ma non quella ascendente è dato dall'insieme dei numeri naturali {\displaystyle \mathbb {N} }, dotato dell'ordine usuale: ad esempio, la catena
{\displaystyle 1<2<3<4<\cdots }
non si stabilizza, mentre la condizione della catena discendente segue dal principio del buon ordinamento. Allo stesso modo, l'insieme dei numeri negativi soddisfa la condizione della catena ascendente ma non quella discendente. L'insieme dei numeri interi {\displaystyle \mathbb {Z} } non soddisfa né l'una né l'altra.

## Applicazioni
Una delle applicazioni più importanti di queste condizioni si ha nella teoria degli anelli, più precisamente nell'algebra commutativa: un anello è detto noetheriano se l'insieme dei suoi ideali (con l'ordine dato dal contenimento) soddisfa la condizione della catena ascendente. È invece artiniano se i suoi ideali soddisfano la condizione della catena discendente. In questo caso, le due condizioni hanno effetti molto diversi: infatti ogni anello artiniano è noetheriano, e i primi sono esempi molto particolari dei secondi.
Allo stesso modo, si definiscono moduli noetheriani e artiniani quei moduli i cui insiemi dei sottomoduli soddisfano, rispettivamente, la condizione della catena ascendente e discendente. Anche se i moduli noetheriani sono in genere più utilizzati di quelli artiniani, esistono tuttavia esempi di moduli artiniani che non sono noetheriani.
Uno spazio topologico noetheriano è uno spazio topologico i cui aperti soddisfano la condizione della catena ascendente o, equivalentemente, i cui chiusi soddisfano la condizione della catena discendente. Molti esempi di spazi noetheriani provengono dall'algebra commutativa e dalla geometria algebrica: ad esempio, lo spettro primo di un anello noetheriano è uno spazio noetheriano.
Un insieme totalmente ordinato che soddisfa la condizione della catena ascendente (discendente) è detto ben ordinato; il fatto che {\displaystyle \mathbb {N} } sia un insieme ben ordinato (il principio del buon ordinamento) è un enunciato equivalente al principio d'induzione. Gli insiemi ben ordinati sono fondamentali nella definizione dei numeri ordinali.